# Heinrich Guter
Heinrich Guter (* 11. Januar 1925 in Ulm; † 30. März 2015) war ein deutscher Architekt. Er gehörte zur „Ulmer Abiturientengruppe“, die Verbindungen zur Widerstandsgruppe Weiße Rose hatte.

## Leben

### Familie
Benedikt Pfister beschreibt in seiner, als Buch erschienen, Lizenziatsarbeit ab Seite 66, Guters Familie wie folgt.
Der Vater, Wilhelm Guter, war Reichsbahninspektor und zunächst Mitglied der Zentrumspartei. 1937 trat er der NSDAP bei; nach der Verhaftung seines Sohnes (s. u.) wurde ein Parteiausschlussverfahren gegen ihn begonnen. Die Mutter war Ida Guter, geborene Albrecht, nach Guters Aussage fromm und versuchte jeden Tag in die Kirche zu gehen. Beide Eltern hätten den Umgang der Nationalsozialisten mit der Kirche als Sakrileg gesehen. Heinrich Guter hatte einen drei Jahre jüngeren Bruder.

### Kindheit und Jugend
Heinrich Guter entstammte einem streng katholischen Milieu. Zwischen 1931 und 1935 war er auf der Volksschule Ulm. "Am 1. Mai 1934 trat Guter dem HJ Bann 120 bei." Zudem war er in der katholischen Pfarrjugend und Ministrant. Später besuchte er das humanistische Gymnasium in Ulm, wo er sein Abitur machte. Bald gehörte er mit seinen Klassenkameraden Franz J. Müller, Heinz Brenner, Walter Hetzel und Hans Hirzel zum festen Freundeskreis, die dem Nationalsozialismus skeptisch gegenüberstand. Durch Hirzel kam Guter in Kontakt mit Sophie Scholl und der Widerstandsgruppe der Weißen Rose. Er war in die Verbreitung des 5. Flugblatts in Ulm durch Hirzel und Müller im Januar 1943 eingeweiht, ohne allerdings selbst mitzuwirken.
Im August 1942 wurde er zur Wehrmacht gemustert, aber bis zu seiner Verhaftung am 18. März 1943 nicht eingezogen.
Guter wurde im zweiten Weiße-Rose-Prozess am 19. April 1943 vom Volksgerichtshof unter Roland Freisler zu 18 Monaten Gefängnis verurteilt, weil er von den Aktivitäten der Widerstandsgruppe gewusst, sie aber nicht angezeigt hatte.

### Nach dem Zweiten Weltkrieg
Heinrich Guter studierte Architektur und wurde Architekt in München. 1961 heiratete er die Schauspielerin Erika Wackernagel (1925–1995).
1987 war er Mitbegründer der Weiße Rose Stiftung, die von Überlebenden gegründet wurde.